# 石沢英太郎
石沢 英太郎（いしざわ えいたろう、1916年5月17日 - 1988年6月16日）は、日本の推理作家。

## 概略
内地生まれ・中華民国大連市育ち。大連商業学校卒業後、満州電業に就職。
1962年に『脅迫旅行』で第1回オール讀物推理小説新人賞で次点、翌年に『つるばあ』が宝石新人25人集に掲載される。1966年に『羊歯行』で第1回双葉推理賞受賞、1977年に『視線』で第30回日本推理作家協会賞短編賞を受賞。『少数派』のような同性愛の世界を描いた異色作がある。
首つり自殺により72歳で死去。
SF作家の野阿梓は息子。

## 作品リスト
- 『謀鬼 私説 黒田騒動』（新人物往来社） 1970、のち講談社文庫
- 『カラーテレビ殺人事件』（双葉社、双葉推理小説シリーズ） 1972
- 『唐三彩の謎』（光文社、カッパ・ノベルス） 1973、のち徳間文庫
- 『カーラリー殺人事件』（光文社、カッパ・ノベルス） 1973、のち講談社文庫
- 『橋は死の匂い』（フタバノベルス） 1974、のち徳間文庫
- 『やきもの推理行』（新人物往来社） 1976、のち徳間文庫
- 『五島・福江行』（集英社） 1977.8、のち徳間文庫
- 『視線』（文藝春秋） 1977.9、のち講談社文庫
- 『ブルー・フィルム殺人事件』（立風書房） 1977.8、のち講談社文庫
- 『羊歯行・乱蝶ほか』（講談社文庫） 1978.8
- 『21人の視点』（光文社、カッパ・ノベルス） 1978、のち文庫
- 『牟田刑事官事件簿』（双葉社） 1978.12、のち講談社文庫、のち改題『牟田刑事官殺人簿』（天山文庫）
- 『秘画殺人事件』（集英社） 1979.3、のち徳間文庫、のち改題『秘画・写楽の謎』（ケイブンシャ文庫）
- 『殺人日記』（集英社文庫） 1979.7
- 『死の輪舞』（フタバノベルス） 1980.11、のち徳間文庫
- 『空間密室』（講談社） 1981.6、のち文庫
- 『退職刑事官』（光文社、カッパ・ノベルス） 1981、のち文庫
- 『ヒッチコック殺人事件』（広済堂出版） 1982.8、のち徳間文庫
- 『九州殺人行 「博多どんたく」の謎』（光文社、カッパ・ノベルス） 1982、のち文庫
- 『噂を集め過ぎた男』（徳間文庫） 1983.1
- 『殺意の断面図』（トクマ・ノベルズ） 1984.12
- 『南海幻想』（光文社文庫） 1984.9
- 『博多殺人案内』（広済堂文庫） 1985.12
- 『博多殺人行』（広済堂文庫） 1985.2
- 『博多殺人風景』（広済堂文庫） 1985.6
- 『映画主題歌殺人事件』（広済堂文庫） 1986.2
- 『福岡・博多殺人模様』（広済堂文庫） 1986.5
- 『中洲ネオン街殺人事件』（広済堂文庫） 1986.8
- 『ゴルフツアー殺人事件』（光文社文庫） 1986.9
- 『博多歓楽街殺人事件』（広済堂文庫） 1987.5
- 『少数派』（講談社） 1987.4
- 『太宰府天満宮殺人事件』（ケイブンシャ文庫） 1988.4
- 『さらば大連』（光文社文庫） 1988.8
- 『刑事官殺人ファイル』（天山文庫） 1988.8
- 『九州推理紀行』（天山文庫） 1989.3
- 『狙われた部屋』（天山文庫） 1989.10

### エッセイ
- 『沖田総司 剣と愛と死』（滝口康彦, 古川薫共著、新人物往来社） 1975
- 『ミステリー映画館』（講談社文庫） 1985.8
- 『石沢英太郎の推理作家の裏側の裏』（創思社出版） 1987.2、のち広済堂文庫
- 『洋画傑作劇場 映画は小説よりミステリー』（編、広済堂出版） 1988.5
- 『邦画傑作劇場 日本映画は小説よりミステリー』（広済堂出版） 1988.9